# 佐久間軍記
『佐久間軍記』（さくまぐんき）は、戦国時代から江戸時代にかけての佐久間氏の働きを記録した軍記物のひとつ。著者は佐久間常関（または常閑）とされるが、この人物について巻末に大森信濃守の父で、池田貞雄（池田秀氏の子）の知己と書いてあるが、それ以外の詳しいことはわからない。書かれた時期は江戸初期。
内容は、天文18年の織田信長の家督相続から始まり、佐久間盛重や佐久間信盛の活躍が描かれ、後に佐久間盛次の四人の子（盛政、安政、勝政、勝之）の記述に移って、慶長20年の大坂の陣で終わる。所々、史実とは異なる記述があり、確かな史料とは考えられていない。
『続群書類従』の第20輯下 合戦部16、『史籍集覧』などにも所収されている。

## 構成
以下、原文の目録より。原文ママ。
- 序
- 信長公御家督
- 尾州名塚城攻
- 今川義元討死
- 美濃退治
- 御上洛
- 義昭公御任官
- 京軍付勢州御働
- 越前御発向
- 野州河原合戦付姉川
- 貝涸塚合戦
- 叡山合戦
- 信玄遠州出張
- 信玄病死付槇島合戦事
- 朝倉浅井滅亡
- 鯰江若江城攻
- 奈良御社参付河州合戦
- 勝家授越前
- 茶磨山戦場付阿部野合戦
- 花堂合戦
- 松永謀叛
- 大坂門跡和睦
- 佐久間玄蕃戦功
- 武田勝頼滅亡
- 信長公御生害
- 明智光秀被討
- 勝家尾州清洲参向
- 勝家祝言
- 秀吉公上洛
- 中川清秀討死
- 柳瀬合戦付秀吉府中
- 勝家自害
- 玄蕃允被生捕
- 玄蕃生害
- 国見山戦場付長久手
- 秀吉公越中働
- 北条家滅亡
- 保田佐々改佐久間
- 氏郷奥州入付一揆
- 九戸謀叛
- 奥州国替
- 秀吉公薨御
- 関ヶ原合戦
- 駿府御移
- 大坂乱

## 内容
「序」には以下のとおり記述されている。

夫佐久間氏、柴田氏者、英于近代。
織田信長公之世、武功冠諸将。
以其十之一、雖載信長記、虚説相接、漏脱亦多。
寔可為遺憾。
予聞其古老少有識胸中者。
仍今合書於斯。備将来之遺失者也。

```
（現代訳）
佐久間氏と柴田氏とは近年における英傑である。織田信長公の時代にあってその武功は諸将に冠たるものであった。その十に一つくらいは信長記に記載されてはいるが、虚実ごちゃ混ぜであり、漏れや逸脱も多い。本当にたいへん遺憾に思うところである。そこで私は古老のうち当時を知る者に話を聞き、それを一冊の書物としてここに合わせた。これは将来の逸失に備えるためである。
```

注目すべき記事として以下のようなものがある。
- 佐久間盛重は強力（ごうりき）で、大酒飲みとして、知られていたという記述がある。
- 佐久間信盛の追放劇について、だれかの讒言があったと思われる、という記述がある。
- 佐久間兄弟の初陣の年齢がやたら若い。盛政（14歳）、安政（15歳）、勝政（14歳）、勝之（13歳）。
- 荒山合戦が起こった時期が間違っている。
- 本能寺の変の際、通説として織田信長の死を知らせる使いが毛利氏側にたどり着かないよう、羽柴秀吉は厳重に警戒体制を取り、そのため毛利氏には知られないうちに講和したことになっている。しかし佐久間軍記の記述では、毛利氏（小早川隆景）はすでに織田信長の死を知っており、「信長が討たれたなら、次の天下人は秀吉であろうから、今のうちに恩を売っておいたほうが得策である」として講和に応じたとなっている。なお、『太閤記』の記述も佐久間軍記と同様の説を採用している。
- 同じく本能寺の変後、堺に少数の供回りのみで滞在していた徳川家康が三河まで逃げ帰ったいわゆる「神君伊賀越え」の際、偶然行き合わせた勝之が伊勢まで同行し、このとき家康は勝之に恩義を感じたと書かれている。その後の動向において確かに安政、勝之の兄弟は家康から優遇されたり助けられたりしている観はあるものの、事実関係としては不明である。
- 安政と勝之の兄弟が蒲生氏郷にしたがって奥州にあった折、葛西大崎一揆の鎮圧のため転戦したが、そのとき伊達政宗が一計を案じ、氏郷を酒席に招いて暗殺しようとしたところ、勝之がこれを見破って氏郷を逃した、という他の史料では確認できない事件の記述がある。

## 主な登場人物
- 佐久間盛重（佐久間大学允盛重）
- 佐久間信盛（佐久間右衛門尉信盛）
- 佐久間甚九郎信勝（信栄）
- 佐久間盛次（佐久間久右衛門盛次）
- 柴田修理亮勝家
- 佐久間盛政（佐久間玄蕃允盛政）
- 佐久間安政（保田久右衛門安政）
- 柴田勝政（柴田三左衛門勝政）
- 佐久間勝之（佐久間源六勝之）

## 書籍情報
- 近藤瓶城 編「国立国会図書館デジタルコレクション 佐久間軍記」『史籍集覧. 第13冊』近藤出版部、1906年、396-426頁。